# Thi nhãn
Thi nhãn hay còn gọi là nhãn tự là chữ hay nhất, khéo nhất, quan trọng nhất trong câu thơ, thể hiện tập trung cho quan niệm, tình cảm, vẻ đẹp của thơ. Chẳng hạn Mạnh Hạo Nhiên đời Đường có câu thơ “Vi vân đạm hà hán” (Mây thưa nhạt ngân hà), hoặc Lý Bạch có câu “Ngô cơ áp tửu hoán khách thường” (Cô hàng rượu đẹp ép khách nếm) thì chữ đạm (nhạt) và chữ áp (ép) là thi nhãn. Chữ nhạt nói được “mây thưa”, còn chữ ép nói được “thần thái cô hàng rượu”.
Có thể hiểu thi nhãn như là từ thể hiện tập trung cho cái thần của câu thơ. Chẳng hạn: “Nửa chừng xuân thoắt gãy cành thiên hương“, “Ghế trên ngồi tót sỗ sàng”; “Lạ cho mặt sắt cũng ngây vì tình” (Truyện Kiều). Thẩm thơ qua thi nhãn là một truyền thống tinh tế lâu đời của văn học Á Đông.